# Ipomoea puncticulata
Ipomoea puncticulata är en vindeväxtart som beskrevs av George Bentham. Ipomoea puncticulata ingår i släktet praktvindor, och familjen vindeväxter. Inga underarter finns listade i Catalogue of Life.